# 長野県道153号立科小諸線
長野県道153号立科小諸線（ながのけんどう153ごう たてしなこもろせん）は、長野県北佐久郡立科町と小諸市を結ぶ一般県道。

## 概要

### 路線データ
- 起点：北佐久郡立科町芦田（白樺高原入口交差点、国道142号・長野県道40号諏訪白樺湖小諸線交点）
- 終点：小諸市大久保（長野県道40号諏訪白樺湖小諸線交点）

### 主要構造物
- 布引大橋

## 通過する自治体
- 北佐久郡立科町
- 東御市
- 小諸市

## 交差・接続する道路
- 国道142号・長野県道40号諏訪白樺湖小諸線 - 北佐久郡立科町芦田（白樺高原入口交差点、起点）
- 長野県道148号牛鹿望月線 - 北佐久郡立科町芦田
- 長野県道166号東部望月線 - 東御市下之城
- 長野県道423号御牧原大日向線 - 東御市御牧原
- 長野県道438号御牧原蓬田線 - 東御市御牧原
- 千曲ビューライン - 小諸市大久保
- 長野県道40号諏訪白樺湖小諸線 - 小諸市大久保（終点）